# Mercedes AMG F1 W08 EQ Power+
A Mercedes F1 W08 a Mercedes Formula–1-es versenyautója, amit Aldo Costa, Geoff Willis és James Allison tervezett és fejlesztett a 2017-es idényre. Ebben az évben a háromszoros világbajnok Lewis Hamilton, és Valtteri Bottas, aki a visszavonuló Nico Rosberg helyére érkezett a csapathoz, vezette az autót. Rosberg visszavonulásával az 1-es rajtszám ismét nem került kiosztásra, Bottas a 77-es rajtszámmal versenyzett. A csapat tesztpilótája George Russell volt.
A kasztni elnevezése "Mercedes F1 W08", miután ez visszatérése óta a német gyártó nyolcadik idénye a Formula–1-ben. Az "EQ Power +" elnevezés 2010 óta található meg a csapat modelljeinek kódjában, részben az elektromos modellek népszerűsítése miatt, míg az "AMG" a Mercedes-AMG és a Mercedes-Benz közt lévő szoros együttműködésre utal.
A W08 összesen 12 futamgyőzelmet aratott, ebből kilencet Hamilton, hármat Bottas ért el. Ezenkívül 15 pole pozíciót (11-et Hamilton, 4-et Bottas), kilenc leggyorsabb kört (hetet Hamilton, kettőt Bottas), és négy kettős győzelmet. Három futammal a bajnokság vége előtt a Mercedes már konstruktőri bajnok lett, sorozatban negyedszer, Hamilton pedig a következő futamon negyedszer is világbajnok lett.

## Áttekintés
Ebben az évben az újabb szabályváltozások miatt megváltozott az autók külseje is: szélesebbek és alacsonyabbak lettek. A Mercedes a jobb légáramlás érdekében változtatott az első felfüggesztés kialakításán, gyakorlatilag ugyanazt a megoldást alkalmazva, mint a Scuderia Toro Rosso STR12-esen látható. A jobb leszorítóerő érdekében egy T alakú szárnyat is elhelyeztek az autó hátulján, mely a motorháztetőhöz lett rögzítve, és nem a "cápauszony" néven emlegetett, hátrafelé történő motorborítás-meghosszabbodáshoz. A korábbi években látott kísérleti ívelt hátsó szárny is újra megjelent. Spanyolországban újításként került fel az autóra az új, keskenyebb orr, amely aerodinamikailag volt hasznos, jobb tapadást biztosított ugyanis a benne található extra légcsatorna. Ezenkívül áttervezték a bargeboard-okat, a padlólemezt, és még sok egyéb részt. Azerbajdzsánban aszimmetrikus fékekkel kísérleteztek, de ez nem vált be. Malajziában jött az utolsó nagyobb frissítés, ekkor ismét alakítottak az első szárnyon és a bargeboard-okon.

## A szezon
Először 2017. február 23-án gurult pályára az autó egy filmforgatási napon. A szezon előtti teszteken 1096 kört teljesített a csapat, ami 16 versenytávnak felel meg.
Ebben az évben a Mercedes erős kihívót kapott a Ferrari személyében. Hamilton pole pozícióból kezdte a szezonnyitó ausztrál futamot, a versenyen aztán mégis csak második helyen ért célba, mert beszorult egy kerékcsere után Max Verstappen mögé. Bottas élete első mercedeses versenyén harmadik lett. Kínában Hamilton karrierje harmadik Grand Slamjét érte el: futamgyőzelem, pole pozíció, leggyorsabb kör, és minden körben ő állt az élen. Bottas csak hatodik lett, Bahreinben viszont megszerezte élete első pole pozícióját. A futamon aztán Sebastian Vettel gyorsabb volt náluk, így meg kellett elégedniük egy kettős dobogóval.
Oroszországban Ferrari első sor volt, a két Mercedes csak mögülük rajtolhatott. Bottas remekül rajtolt és hamar át is vette a vezetést, de a mögötte haladó Vettel folyamatos nyomás alatt tartotta. Még így is sikerült győznie, mely karrierje első győzelme volt. Ezzel szemben Hamilton csak negyedik lett. A futam után a Mercedes csak egy ponttal vezetett a Ferrari előtt. Spanyolországban Hamilton győzött, méghozzá úgy, hogy kihasználva a virtuális biztonsági autós kerékcserét, átugrotta Vettelt. Bottas a rajtnál balesetbe keveredett, de végül nem ez, hanem egy motorhiba miatti kiesés pecsételte meg a versenyét. Monacóban a csapat látványosan szenvedett, Hamilton még a Q3-ba se jutott be az időmérő edzésen. A futamon innen jött fel a 7. helyre, míg Bottas 4. lett, a Ferrari pedig ellépett tőlük a konstruktőri bajnokságban.
Kanadában Hamilton beérte Ayrton Sennát a pole pozíciók számában (65), egyben megfutotta itt a valaha volt leggyorsabb kört, a csapat kettős győzelmet is aratott, Hamilton pedig karrierje negyedik Grand Slamjét érte el. Azerbajdzsánban Hamilton egy másodpercet adott a Ferrariknak az időmérő edzésen, úgy nézett ki, hogy ez a hétvége is a Mercedesé lesz. Ám előbb Bottas kapott defektet egy Kimi Raikkönnenel való ütközést követően, mely miatt egy kör hátrányba került, majd jött egy piros zászlós versenymegszakítás baleset miatt. A mezőnyt a safety car mögött indították el, az élen haladó Hamiltonba azonban váratlanul beleütközött a mögötte haladó Vettel, aki szerint Hamilton túl lassan ment a safety car mögött. Nem emiatt kellett azonban Hamiltonnak kiállnia az élről, hanem egy laza fejtámasz miatt, amit ki kellett cserélni. A csapat számára az egyetlen pozitívum a felfelé lopakodó Bottas második helye volt.
Ausztriában Bottas indult a pole-ból a valaha volt leggyorsabb körrel, míg Hamilton 5 helyes rajtbüntetést kapott váltócsere miatt. Bottas szenzációsan gyors rajttal indult, és megszerezte karrierje második győzelmét is, habár szűk egy másodperccel Vettel előtt. A brit futamon megfordult a helyzet: Hamilton indult a pole-ból, Bottas pedig váltócsere miatt kapott 5 helyes rajtbüntetést. Hamilton győzelmet aratott, mely karrierje ötödik Grand Slamje volt. A magyar nagydíjon csak a második sorból rajtoltak; amikor megtudták, hogy Vettel autóján meghibásodott a kormánymű, helyet cseréltették Bottast és Hamiltont,hogy hátha az utóbbi meg tudja előzni a Ferrarikat. Mikor ez nem sikerült, Hamilton udvariasan visszaadta Bottasnak a helyét a legutolsó kanyarban, aki így harmadik lett. A nyári szünetre a Mercedes 39 pontos előnnyel ment el, Hamilton második, Bottas pedig harmadik volt.
Belgiumban Hamilton pole pozíciót szerzett, karrierje kétszázadik futamát pedig győzelemmel ünnepelte. Nem volt könnyű dolga, mert Vettel folyton a nyomában járt, ám végül nem tudta őt megelőzni. Bottas ezzel szemben csak ötödik lett, mert egy safety car-újraindítás után többen is lerajtolták. Olaszországban egy újabb pole pozícióval (69) Hamilton megdöntötte Michael Schumacher rekordját, később a versenyt is megnyerte, így átvette a vezetést az összetettben. Bottas második lett, így az évben harmadszor aratott a Mercedes kettős győzelmet.
A bajnokság igazán csak Szingapúrban fordult meg. A két Mercedes számára igen rosszul indult a futam, hiszen csak a harmadik rajtsorba tudtak kvalifikálni. Ám a két Ferrari már a rajtnál kiesett egy versenybalesetben, így Hamilton győzni tudott, Bottas pedig harmadik lett. Malajziában új csomagot vetettek be, ami nem igazán akart beválni. Csak a közvetlen riválisok balszerencséinek (Vettel motorhiba miatti rajtbüntetése, Verstappen autójában a meghibásodó MGU-K) köszönhetően értek el jó eredményt: Hamilton második lett, Bottas ötödik. Japánban aztán megint a szerencse játszott a csapat kezére: a hűvös időjárásban jobban működött az autójuk, ráadásul Vettel kiesett, így Hamilton győzni tudott, Bottas pedig negyedik lett.
Az Egyesült Államokban Hamilton újabb Schumacher-rekordot döntött meg: 117. alkalommal rajtolt az első sorból. A futamon Hamilton megelőzte Vettelt is és megnyerte a versenyt, ezzel eldőlt hogy a Mercedes lett a konstruktőri bajnok. Mexikóba aztán úgy érkeztek, hogy Hamiltonnak tulajdonképpen már egy ötödik hely is elég lett volna a világbajnoki címhez. Az első körben Hamilton és Vettel összeütköztek, ami miatt mindkettejüknek ki kellett állnia a boxba. Végül Hamilton csak a kilencedik lett, de mivel Vettel csak a negyedik, ezért Hamilton megszerezte a világbajnoki címet. Bottas második helyen végzett.
A hátralévő futamokon is történt pár érdekesség. Brazíliában Hamilton a falnak csapta az autót az időmérő edzés első szakaszában, így csak az utolsó helyről rajtolhatott. Bottas ezzel szemben megszerezte a pole pozíciót, de a futamon Vettel megelőzte őt, így csak második lehetett. Közben Hamilton, aki a boxutcából rajtolt, feljött egészen a negyedik helyig. A szezonzáró abu-dzabi nagydíjon Bottas pole pozíciót és futamgyőzelmet ért el, Hamilton pedig második lett, így kettős győzelemmel zárta a csapat az idényt.
Ugyan a W08-as nem volt olyan sikeres, mint az elődei, és először kaptak érdemi kihívót, mégis jól és konzisztens módon teljesítettek. Ez, valamint a mindössze egyetlen meghibásodás miatti kiesés (az összes kör 98,6̤ százalékát teljesítették) volt, ami végül világbajnoki címet ért a többet hibázó Ferrarival szemben.

## Eredmények
(félkövér ijelöli a pole pozíciót; dőlt betű a leggyorsabb kört)
| Év        | Csapat                           | Motor                         | Gumik | Pilóták         | Nagydíjak  | Nagydíjak | Nagydíjak | Nagydíjak   | Nagydíjak     | Nagydíjak | Nagydíjak | Nagydíjak    | Nagydíjak | Nagydíjak      | Nagydíjak    | Nagydíjak | Nagydíjak   | Nagydíjak | Nagydíjak | Nagydíjak | Nagydíjak | Nagydíjak | Nagydíjak | Nagydíjak               | Pontok | Helyezés |
| Év        | Csapat                           | Motor                         | Gumik | Pilóták         | Ausztrália | Kína      | Bahrein   | Oroszország | Spanyolország | Monaco    | Kanada    | Azerbajdzsán | Ausztria  | Nagy-Britannia | Magyarország | Belgium   | Olaszország | Szingapúr | Malajzia  | Japán     | USA       | Mexikó    | Brazília  | Egyesült Arab Emírségek | Pontok | Helyezés |
| --------- | -------------------------------- | ----------------------------- | ----- | --------------- | ---------- | --------- | --------- | ----------- | ------------- | --------- | --------- | ------------ | --------- | -------------- | ------------ | --------- | ----------- | --------- | --------- | --------- | --------- | --------- | --------- | ----------------------- | ------ | -------- |
| 2017      | Mercedes AMG Petronas Motorsport | Mercedes-AMG F1 M08 EQ Power+ | P     |                 |            |           |           |             |               |           |           |              |           |                |              |           |             |           |           |           |           |           |           |                         |        |          |
| 2017      | Mercedes AMG Petronas Motorsport | Mercedes-AMG F1 M08 EQ Power+ | P     | Valtteri Bottas | 3          | 6         | 3         | 1           | KI            | 4         | 2         | 2            | 1         | 2              | 3            | 5         | 2           | 3         | 5         | 4         | 5         | 2         | 2         | 1                       | 668    | 1.       |
| 2017      | Mercedes AMG Petronas Motorsport | Mercedes-AMG F1 M08 EQ Power+ | P     | Lewis Hamilton  | 2          | 1         | 2         | 4           | 1             | 7         | 1         | 5            | 4         | 1              | 4            | 1         | 1           | 1         | 2         | 1         | 1         | 9         | 4         | 2                       | 668    | 1.       |
| Források: |                                  |                               |       |                 |            |           |           |             |               |           |           |              |           |                |              |           |             |           |           |           |           |           |           |                         |        |          |

## Fordítás
Ez a szócikk részben vagy egészben  a   Mercedes AMG F1 W08 EQ Power+ című angol Wikipédia-szócikk ezen változatának fordításán alapul.  Az eredeti cikk szerkesztőit annak laptörténete sorolja fel. Ez a jelzés csupán a megfogalmazás eredetét és a szerzői jogokat jelzi, nem szolgál a cikkben szereplő információk forrásmegjelöléseként.